# Sphaeroma quadridentatum
Sphaeroma quadridentatum is een pissebed uit de familie Sphaeromatidae. De wetenschappelijke naam van de soort is voor het eerst geldig gepubliceerd in 1818 door Thomas Say.